# Laura Hietaranta
Laura Hietaranta (* 2. Februar 2004) ist eine finnische Tennisspielerin.

## Karriere
Hietaranta spielt überwiegend auf der ITF Women’s World Tennis Tour, wo sie bislang sieben Titel im Einzel und elf Titel im Doppel gewinnen konnte.
Bei den French Open 2021 erreichte sie mit ihrer Partnerin Sofia Costoulas das Achtelfinale im Juniorinnendoppel. In Wimbledon verloren die beiden im gleichen Jahr das Finale im Juniorinnendoppel mit 1:6 und 2:6 gegen Kryszina Dsmitruk und Diana Schneider.
Im Jahr 2020 spielte Hietaranta erstmals für die finnische Billie-Jean-King-Cup-Mannschaft; ihre Billie-Jean-King-Cup-Bilanz weist bislang 7 Siege bei 2 Niederlagen aus.

## Turniersiege

### Einzel
| Nr. | Datum              | Turnier                  | Kategorie | Belag | Finalgegnerin       | Ergebnis |
| --- | ------------------ | ------------------------ | --------- | ----- | ------------------- | -------- |
| 1.  | 28. August 2022    | Norrköping               | ITF W15   | Sand  | Enola Chiesa        | 6:0, 6:0 |
| 2.  | 18. September 2022 | Casablanca               | ITF W15   | Sand  | Marie Mettraux      | 6:2, 6:2 |
| 3.  | 28. April 2024     | Antalya                  | ITF W15   | Sand  | Rossiza Dentschewa  | 6:1, 6:1 |
| 4.  | 30. März 2025      | Iraklio                  | ITF W15   | Sand  | Jekaterina Makarowa | 6:4, 6:4 |
| 5.  | 20. April 2025     | Santa Margherita di Pula | ITF W35   | Sand  | Sarah Iliev         | 6:1, 6:1 |
| 6.  | 18. Mai 2025       | Kuršumlijska Banja       | ITF W15   | Sand  | Diana Demidowa      | 6:4, 6:1 |
| 7.  | 10. August 2025    | Hämeenlinna              | ITF W15   | Sand  | Ella Haavisto       | 6:1, 6:0 |

### Doppel
| Nr. | Datum              | Turnier                  | Kategorie | Belag             | Partnerin           | Finalgegnerinnen                         | Ergebnis         |
| --- | ------------------ | ------------------------ | --------- | ----------------- | ------------------- | ---------------------------------------- | ---------------- |
| 1.  | 16. Juli 2022      | Casablanca               | ITF W15   | Sand              | Anastassija Gurjewa | Marie Mettraux Federica Prati            | 6:2, 6:2         |
| 2.  | 27. August 2022    | Norrköping               | ITF W15   | Sand              | Laïa Petretic       | Weronika Baszak Astrid Wanja Brune Olsen | 6:4, 6:3         |
| 3.  | 10. September 2022 | Casablanca               | ITF W15   | Sand              | Stéphanie Visscher  | Mariana Dražić Alexandra Pospelowa       | 1:6, 7:5, [10:8] |
| 4.  | 5. August 2023     | Savitaipale              | ITF W15   | Sand              | Luca Udvardy        | Weronika Baszak Anet Koskel              | 6:1, 6:2         |
| 5.  | 20. Januar 2024    | Sunderland               | ITF W35   | Hartplatz (Halle) | Ella McDonald       | Julie Belgraver Katarína Strešnáková     | 6:4, 6:1         |
| 6.  | 2. März 2024       | Helsinki                 | ITF W35   | Hartplatz (Halle) | Linda Klimovičová   | Valentini Grammatikopoulou Martyna Kubka | 6:3, 6:1         |
| 7.  | 25. Mai 2024       | Annenheim                | ITF W55   | Sand              | Elena Malõgina      | Nika Radišić Daniela Vismane             | 3:6, 6:3, [10:6] |
| 8.  | 13. Juli 2024      | Buzău                    | ITF W35   | Sand              | Nina Vargová        | Briana Szabó Patricia Maria Țig          | 6:3, 6:4         |
| 9.  | 20. Oktober 2024   | Santa Margherita di Pula | ITF W35   | Sand              | Sapfo Sakellaridi   | Alessandra Mazzola Federica Urgesi       | 6:3, 6:4         |
| 10. | 8. März 2025       | Helsinki                 | ITF W35   | Hartplatz (Halle) | Ella McDonald       | Ayla Aksu Martyna Kubka                  | 6:3, 6:4         |
| 11. | 19. April 2025     | Santa Margherita di Pula | ITF W35   | Sand              | Ella McDonald       | Anastasia Bertacchi Viola Turini         | 6:2, 6:3         |